# Grito
Grito (svenska: Skrika) är en låt av den portugisiske sångerskan Iolanda, skriven av henne själv tillsammans med Alberto "Luar" Hernández. Låten släpptes den 18 januari 2024 och var Portugals bidrag i Eurovision Song Contest 2024.

## Eurovision Song Contest
Den 18 januari 2024 tillkännagav det portugisiska sändningsföretaget Rádio e Televisão de Portugal (RTP) att Iolanda var en av deltagarna i Festival da Canção 2024 vilket var Portugals uttagning till Eurovision Song Contest 2024 i Malmö. I finalen, den 9 mars, vann låten hela tävlingen med flest poäng från expertjuryn och nästflest poäng från telefonomröstningen. Låten blev därmed Portugals bidrag till Eurovision Song Contest 2024 och det första portugisiske bidraget att tävla i Sverige sedan 1992, eftersom Portugal stod över tävlingarna 2000, 2013 och 2016.
Låten framfördes i den första semifinalen som ägde rum den 7 maj 2024. Den gick vidare till finalen efter att ha slutat på en 8:e plats i semifinalen. I finalen slutade den på en 10:e plats med totalt 152 poäng.